# Redox-Titration
Die Redoxtitration ist in der Chemie eine Konzentrationsbestimmungsmethode durch Titration. Mit ihr lässt sich der Gehalt an Stoffen bestimmen, die sich oxidieren oder reduzieren lassen.

## Grundlagen
Bei der Oxidimetrie lässt man die zu bestimmende Substanz mit einer oxidierenden oder reduzierenden Maßlösung reagieren (Redoxreaktion). Sobald die zu bestimmende Substanz durch allmähliches Hinzutropfen der Maßlösung vollständig oxidiert oder reduziert ist, findet der nächste Tropfen der Maßlösung keinen Reaktionspartner mehr vor. Das Verschwinden der zu bestimmenden Substanz oder die nun in der Probe überschüssige Maßlösung muss als Endpunkt der Reaktion erkannt werden, um die bis dahin verbrauchte Menge an Maßlösung feststellen zu können. Dazu werden Indikatoren verwendet, die durch Oxidation oder Reduktion die Farbe wechseln.
Häufig angewandte Methoden sind die Bromatometrie, bei der Bromationen als Oxidationsmittel verwendet werden:
{\displaystyle {\ce {BrO3- + 5Br- + 6H3O+ -> 3Br2 + 9H2O}}}
Synproportionierung von Bromationen (Oxidationsstufe: +5) und Bromidionen (Oxs.: −1) zu Brom (Oxs.: 0)
die Manganometrie, welche Permanganationen als Oxidationsmittel verwende. Hier sind die überschüssigen Permanganationen die Endpunktindikatoren, weil sie auch in sehr hoher Verdünnung gut wahrnehmbar sind:
{\displaystyle {\ce {MnO4- + 5Fe^{2}+ + 8H3O+ -> Mn^{2}+ + 5Fe^{3}+ + 12 H2O}}}
Redox-Titration von Permanganationen (Oxs.: +7) mit Eisen(II)-ionen.
sowie die Cerimetrie, bei der vierwertige Cerionen zur Oxidation eingesetzt werden:
{\displaystyle {\ce {Ce^{4}+ + Fe^{2}+ -> Ce^{3}+ + Fe^{3}+}}}
Oxidation von Eisen(II)-ionen mit Cer(IV)-ionen.

Inzwischen seltener wird die Kaliumdichromat-Methode eingesetzt, wobei Dichromationen als Oxidationsmittel wirken:
{\displaystyle {\ce {Cr2O7^{2}- + 6 Fe^{2}+ + 14 H3O+ -> 2 Cr^{3}+ + 6 Fe^{3}+ + 21 H2O}}}
Hierbei kann z. B. Diphenylamin als Redoxindikator verwendet werden.

Ebenso lässt sich mit Eisen(II)-sulfat titrieren, wobei man aber das Mohrsche Salz (Ammonium-Eisen(II)-sulfat) für die Maßlösung verwendet.

Ein weiteres Beispiel ist die Iodometrie, bei der entweder Iod zu Iodid reduziert, wie z. B. bei der Bestimmung von Zinn(II)-salzen, oder Iodid zu Iod oxidiert wird, wie z. B. die Bestimmung von Wasserstoffperoxid.
{\displaystyle {\ce {Sn^{2}+ + I2 -> Sn^{4}+ + 2I-}}}
{\displaystyle {\ce {H2O2 + 2 I- + 2 H3O+ -> I2 + 4 H2O}}}

## Erkennung des Reaktionsendpunktes

### Durch Eigenindikation
Die Eigenindikation wird vor allem in der Manganometrie (KMnO4) und Iodometrie (allerdings durch Zugabe von Stärke, da Iod mit Stärke einen farbigen Komplex ausbildet) ausgenutzt, weil Kaliumpermanganat- und Iodlösung farbige Lösungen sind.
Während der direkten Titration wird die zugesetzte Maßlösung durch die Reaktion mit der Probe laufend entfärbt. Ist die Reaktion beendet, d. h. die Probesubstanz hat reagiert, wird die Maßlösung nicht mehr umgesetzt und färbt deshalb die Titrationslösung.

### Mit Hilfe von Redoxindikatoren
Redoxindikatoren sind Substanzen, die selbst oxidiert bzw. reduziert werden und deshalb eine Farbänderung zeigen. z. B. Ferroin. Auch nicht redoxaktive Substanzen können als Indikatoren wirken, z. B. zeigt in der Bromatometrie die Entfärbung durch Zerstörung eines Farbstoffes den Endpunkt der Reaktion an. 

### Potentiometrisch
Während einer Redoxtitration verändert sich die Spannung zwischen der Probelösung und einer Elektrode. Bei der potentiometrischen Methode trägt man diese gemessene Spannung in Abhängigkeit zum zugegebenen Volumen Maßlösung auf, so erhält man eine Titrationskurve, die grafisch oder rechnerisch ausgewertet werden kann.

## Historisches
Die erste Redoxtitration wurde 1791 von François Antoine Henri Descroizilles durchgeführt, nachdem er in Rouen bei einer fehlgeschlagenen Demonstration der Nutzung von Chlorbleichlauge beigewohnt hatte. Er stellte fest, dass die Konzentration der Lauge entscheidend für das Gelingen der Chlorbleiche war, und entwickelte ein Titrationsverfahren, das auf der Entfärbung einer Indigolösung durch Chlor beruhte, und ein Gerät dazu, eine noch sehr einfache Bürette. Diese hatte noch keinen Hahn, sondern wurde mit dem Finger verschlossen und geöffnet.